# ラジコン模型航空機

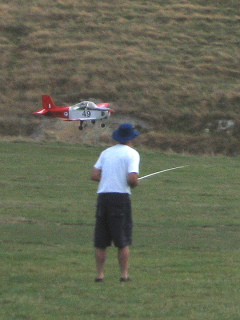
ラジコン模型飛行機

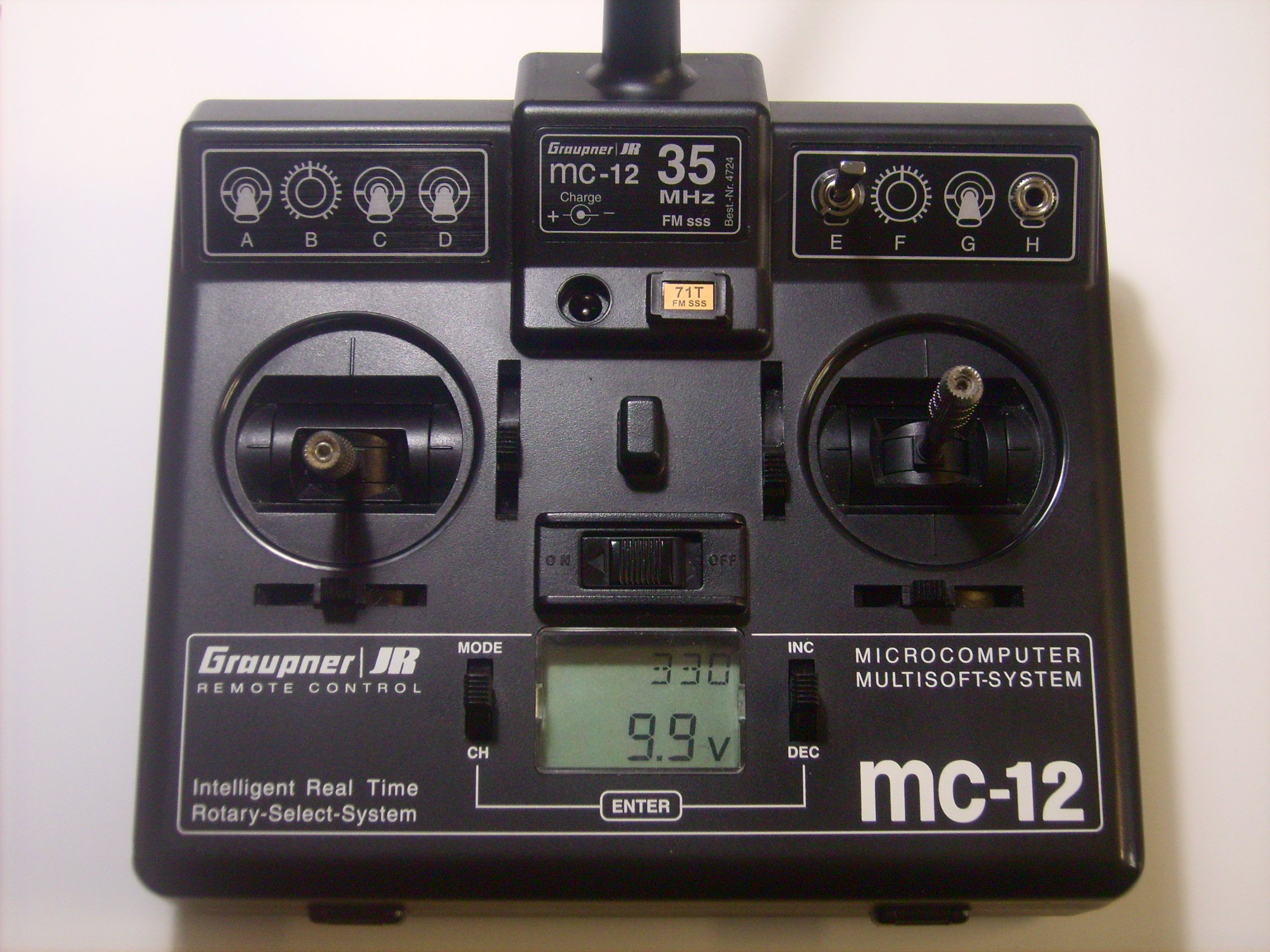
ラジコン模型航空機のコントローラー

ラジコン模型航空機（ラジコンもけいこうくうき）、またはラジオコントロール機、あるいはRC機 はRC方式で遠隔操作される模型航空機を指す。

## 概要
RC機は、送信機の操縦桿の位置に基づいた信号によって、受信機はサーボを経由して舵面を操作し、それによって機体の姿勢が制御される。RC機の飛行活動は、安価な無線装置、軽くて強力な電池、効率的な原動機（電動モーターや小型内燃機、ジェットなど）が出現して、様々な種類やスタイルのものが手に入るようになったので、ホビーとして世界的に成長している。さらに、科学実験・気象観測・空気力学の模型試験、偵察機などに使用される（これらについては無人航空機も参照）。
RC航空機には以下の様々な形式のものがある。（詳細は後述）
初心者向き
トイ（玩具）RC機、練習機、トイRCヘリコプター
中級者向き
飛行機（グローエンジン、電動モーター）、グライダー、モーターグライダー
熟練者向き
エアロバティクス（曲技）、パイロンレーサー、スケールモデル機、ジェット機、（高級）ヘリコプター、特殊機（オートジャイロ、3D飛行機、オーニソプター）
製作上の区分　
- RTF（レディー・ツー・フライ：すぐに飛ばせる）RC機
- ARTF（オールモスト：おおむねRTF）RC機
- バルサ製キット
- 購入設計図から作る場合と、自分の設計で作る場合

## 歴史

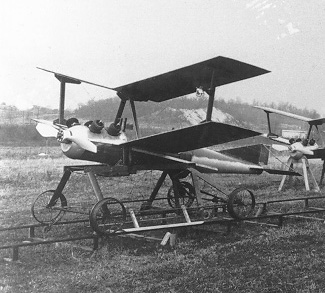
ケタリング・バグ

電子的に誘導された模型機の始まりは、19世紀末に飛行した水素で浮かぶ模型飛行船である。これは火花発信式の電波で誘導され、ミュージックホールの余興として劇場内を飛行した。
1918年、アメリカ陸軍は空中魚雷ケタリング・バグを開発した。
1920年代になると、イギリス航空研究所が、リンクス (Lynx) エンジン搭載のラリンクス (Larynx) 単葉機を製作・試験して、航続距離160kmに達した。1930年代になると、イギリス海軍はデ・ハビランド DH.82 タイガー・モス機を改造した「DH.82B クイーン・ビー」と呼ばれるRC標的機を作った。

## 一般のRC模型飛行機
RC機のうち、飛行機形式は最も飛ばしやすく、基本形と言える。入門機から熟練者向きのものまでさまざまなクラスや形式があるが、飛行原理上は同一である。

### 主翼の配置

#### 高翼式

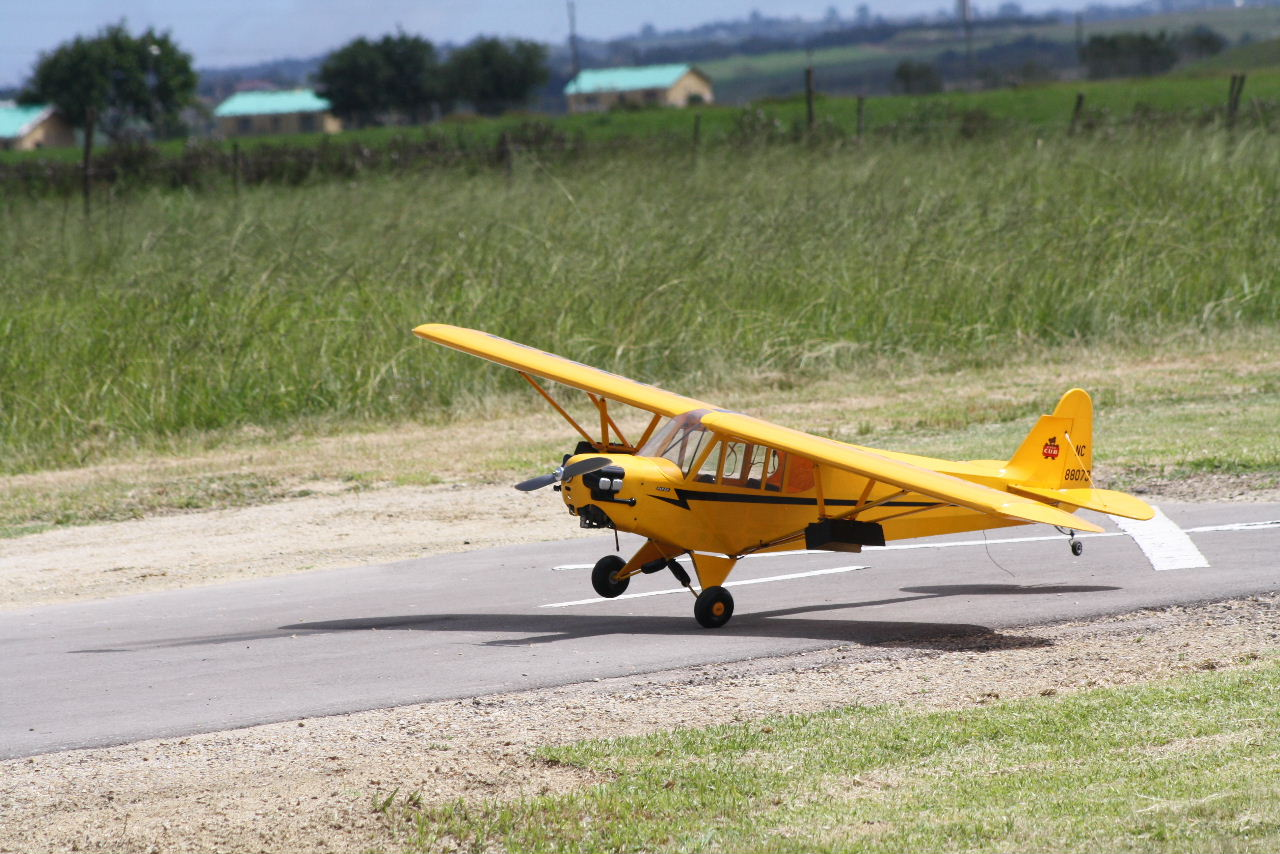
高翼式

「高翼」とは、主翼が胴体の上についている形式で、最も飛ばしやすい。通常は、主翼に1段または2段の上反角がついている。練習機や、公園用の機体はこの形式が多い。「パイパー・カブ」機、「セスナ170B」機など、軽飛行機に多い形である。
高翼機は、主翼の下側に重心があり、これがグライダーの定常滑空時のように機体を安定させるので飛ばしやすい。操縦不能に陥った場合も、操縦を中立に戻せば、この安定性が機体を定常滑空姿勢に戻し、自然に操縦が可能となる状態になる。

#### 低翼式

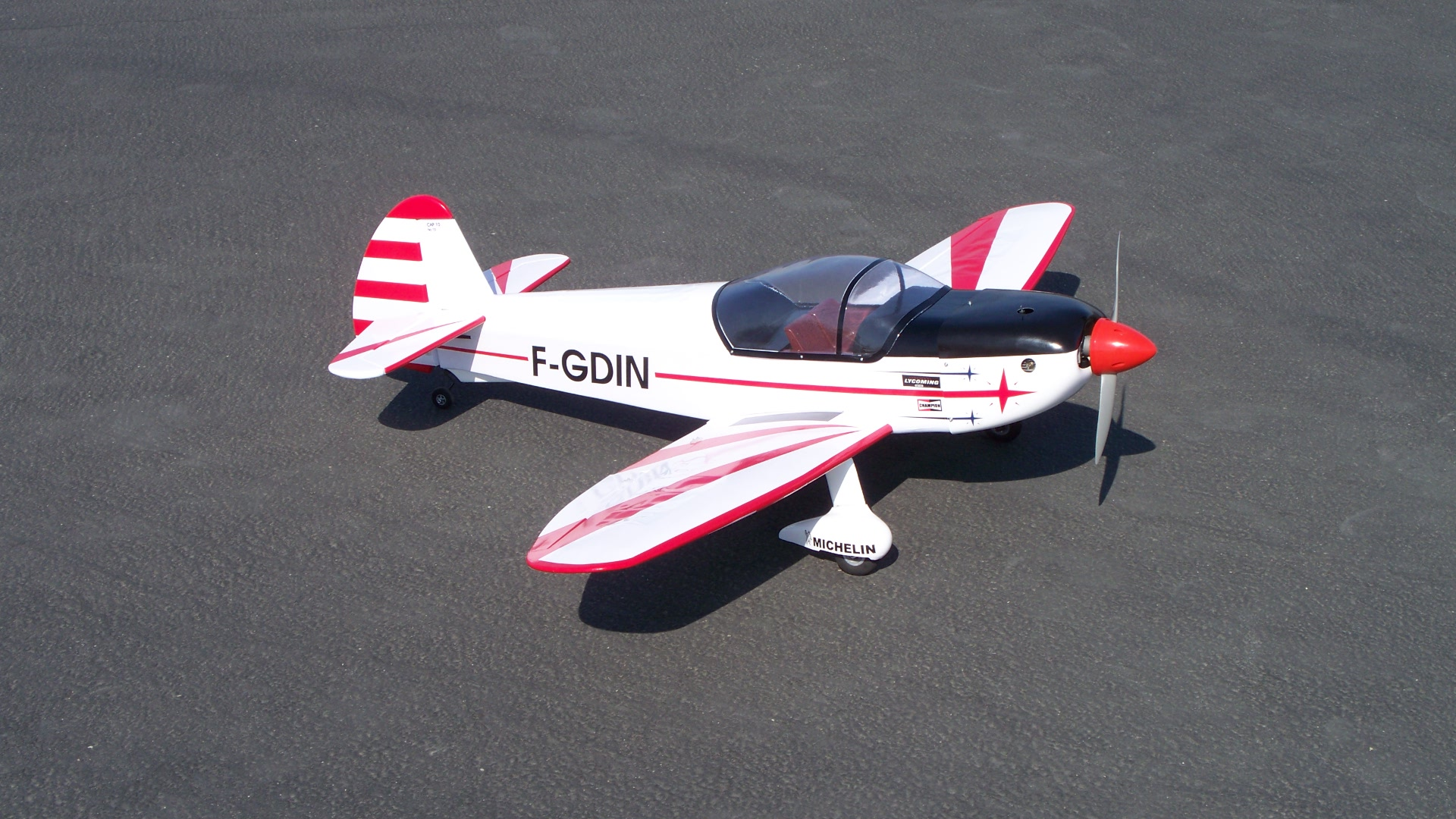
低翼式

「低翼」は、主翼が胴体の下についている形式で、重心が主翼の上にあり、バランスの関係上飛行が難しくなり、上級の操縦技術が必要である。翼には安定性を加えるために上反角がついている。低翼式は、第2次大戦中の戦闘機、戦後の旅客機、商用ジェット機に多い形式である。
低翼式はロール軸の慣性モーメントの中心が主翼に近く、高翼式よりもロール（横転）を行うときに必要な回転力が少ない。従って安定性と運動性のバランスがよいとされる。

#### 中翼式

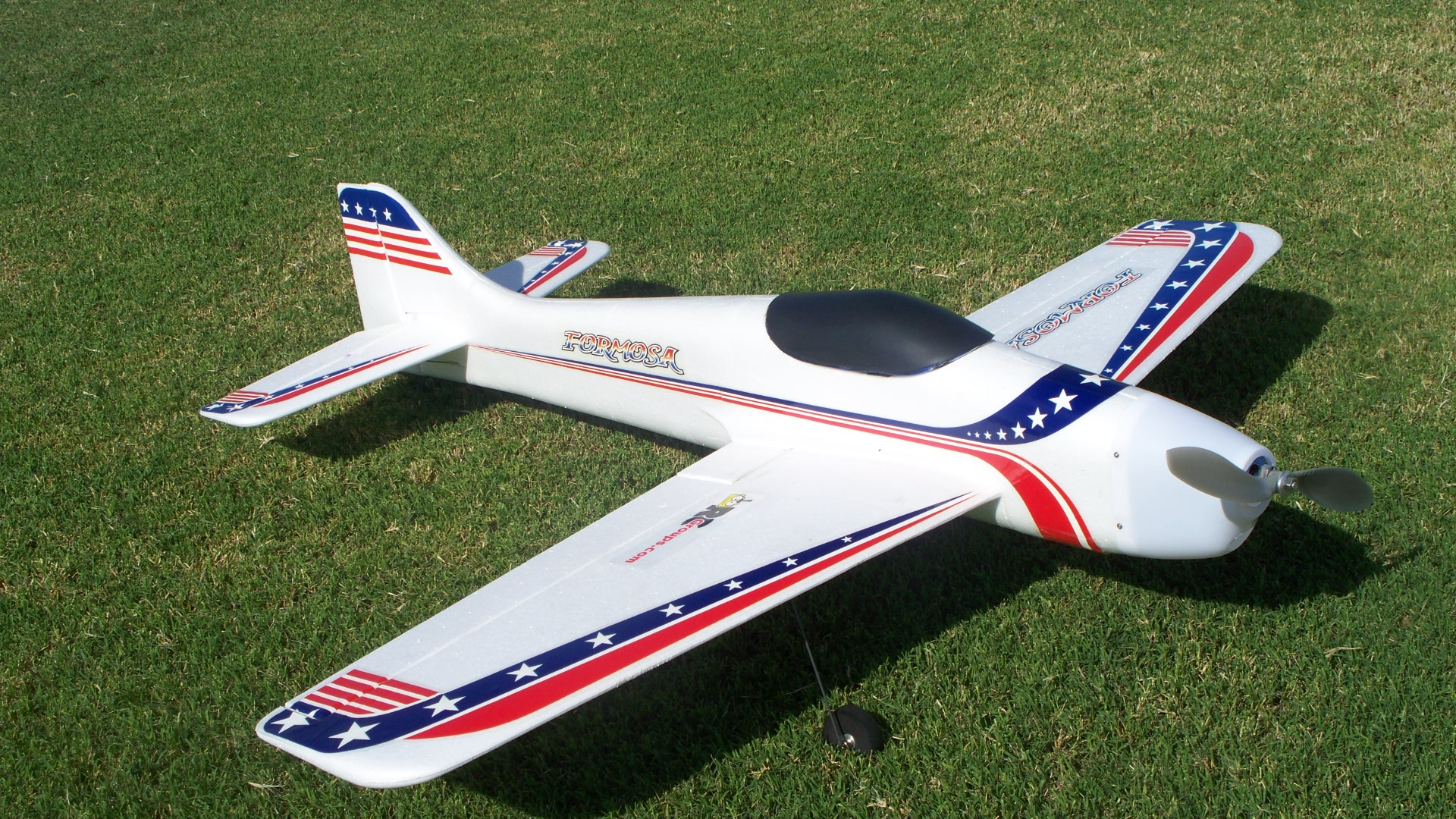
中翼式

「中翼」は、主翼が胴体の上下方向の中央近くについている形式である。主翼と重心位置が接近しているので、旋回に対しても横転に対してもモーメントアームが極小で運動性がよく、曲技機・スポーツ機・ジェット機などの模型機には大きな利点になる。他方、高翼式のように自然に定常姿勢に戻る性質が無いので、飛ばすことは難しく、初心者向きではない。
中翼機は空力特性を上下対称にするために上反角をつけない。そのためクセが背面などの姿勢でも変らない。

### チャンネルの数
RC模型機のチャンネル数は、搭載しているサーボの数で決まる。小型機では、サーボの数は操作する舵面の数（エルロンは左右合わせて1つ）ごとに1つずつ付く。
必要なサーボは下記の通りである。
- エルロン：ロール（左右の傾き）を操作
- エレベーター：ピッチ（機首の上下）を操作
- ラダー：ヨー（機首の左右）を操作
- 引き込み：脚の引き込みを操作
- フラップ：フラップ（下げ翼）を操作。着陸進入を急角度にして着陸速度を低くする。また、離陸を速やかに行う。
- 補助：灯火・カメラ・その他

初心者用の機体では、装備するサーボは、スロットル、ラダー（またはエルロン）、エレベーター操作のための3個。4チャンネル（スロットル、エレベーター、ラダー、エルロン）はやや上級。
複雑な機体、大型スケール機などは1つの舵面に対して複数のサーボが付く。また、追加チャンネルを使って、引き込み脚、爆弾倉扉の開閉、爆弾投下、搭載カメラの操作、灯火の点灯など様々な機能の操作を行う。
左右のエルロンは連動し、通常はひとつのサーボで上下逆方向に操舵される。エルロンにそれ以外の操作を行えるように、2基のサーボを搭載する場合がある。例えば、両方のエルロンを同時に下げれば、エルロン兼フラップ（「フラッペロン」と呼ぶ）に、両方を同時に上げればエルロン兼スポイラー（「スポイレロン」と呼ぶ）の働きをする。
コンコルド機のようなデルタ翼機の場合、エレベーターは付いていない。エレベーターの機能はエルロンと組みあわされていて、その舵面は「エレボン」と呼ぶ。このように一対の舵面を、あるときは左右逆に、あるいは左右同方向に動かす操舵法は、RC模型機では通常のやり方であり、発信機の中で電子的に使い分けている。V尾翼の舵面の、エレベーターとラダーの使い分け操作も、同様のやり方。
室内・外で飛ばす、小型のRTF（前出）トイRC機の場合、ラダーとそのサーボの代わりに、2基のモーターとスピードコントローラーを搭載している。方向を操作する場合、2つのモーターを差動させるやり方のほうが、軽くて安い。また、両方のモーターの出力を同時に増減すれば、推力と高度を操作できる。

### 飛行機の旋回操作
実機や上級（4チャンネル以上）のRC機は、3舵（ラダー、エルロン、エレベーター）とスロットルを全て使って旋回操作を行なうが、入門機など簡略な機体では省略された操作で旋回を行なう。

#### 正則の旋回操作
4チャンネル機は、実機と同じ正則な旋回をすることが出来る。エルロンがはじめに機体を旋回方向に傾け、ラダーはそれに「合わせる」。つまり、ロール中に横滑りがゼロになるようにラダーを操作する。ラダーを使わないときは、アドバース・ヨーが生ずる。発信機の中に、エルロンによるロールに合わせて自動的に適当なラダー操作をさせるプログラムが、組み込まれている場合もある。
機体をバンク（傾き）させて旋回飛行しているときは、高度が下がらないように上げ舵を切る。水平直線飛行中は揚力のベクトルが真上を向いていて、機体の重量を支えているが、旋回に入るとバンクで内側に向く揚力の分力を発生しなければならないので、真上を向く力が目減りをする。さらに、バンクと円周飛行によって水平尾翼に当たる気流が上向きに偏れるので、機首を下げる。水平旋回を続けるには目減りの揚力を補い、気流の上向きの偏れるのを補正するために、上げ舵とエンジン出力の増加を必要とする。

#### 簡略式旋回操作
3チャンネルのRC機は、内2チャンネルをエレベーターとスロットルに充て、残りの1つをラダーかエルロンのいずれかに使う。エルロンに充てた場合は、直接、機体を左右に傾ける操作が出来る。ラダーに充てた場合は、上反角効果が強めに発揮するように機体が設計されていて、ラダー操作が起こした横滑りが、同じ方向へのロールをひき起こす。上反角が大きいほど、横滑りでおきるロールは大きい。練習機・パーク用RC機・グライダーは、以上のような仕組みで旋回する。
トイ級RC機は舵面がない。翼に並んで付いている2つのモーターの推力に差を付けると、弱いほうに曲がる。（トイ級RC模型機項参照）

## 機体の構造
RG模型機を製作・組み立て法には、難易度、費用、必要な技術や経験に対応して様々で、多種のキットが店頭にある。材質も、バルサ材、プラスティックス材など様々。

### 木製構造
縦通材と胴枠で胴体を作り、スパーとリブで翼を組むのが通常。より簡素な、板材から削り出すものもある。発泡ポリスチレン材の翼の表面をオビチ材（硬木）の薄板で被覆した合成構造もあるが、通常の構造よりも重くなるので、グライダーには向かず、動力機に使われる。

### 超軽量構造
風の無い室内で飛ばす機種に使われる。バルサ材の骨組みに、ドープ塗料を水面に滴下して作ったフィルムや、回折で虹のように色が変わるほど薄いプラスティックフィルムを張ったもの。また、発泡材や、それを金型に射出成型して作った量産品、更にはそれをカーボンファイバーで補強したものなどはそのまま使える。

### 発泡ポリスチレン
発泡ポリスチレン製の機体は、弾力性があり、衝突事故を起こしても被害を与えず、壊れることも無い。様々な商品名で販売されている。
1980年代末に、アメリカのUSエアコア社が、巧妙に作られた市販のポリスチレン2層材を使った模型機シリーズを発売した。この素材は「コレックス」、「コロプラスト」などの商品名で、板材の形で入手でき、印刷やダイカット加工が可能である。これを使った模型機は塗装済のARTF形式（後述）で、切り込み同士を組み合わせてコンタクト接着剤で固めるだけで簡単に作れる。動力源はカートリッジ交換式マウントの電動モーターであるが、強力な40級（6.6CC）エンジンも付けられる。
エアコア社は2000年頃に姿を消したが、入れ替わりにMUGIが同素材を使った小型で丈夫なデルタ・グライダーを開発した。設計図はインターネットを通じて無料で発表され、世界的に普及した。機体の大きさに応じて、様々なグレード・厚さの素材が使われているが、厚さ2mm、密度350gsmのものが最適。
更に近年、コルゲート・プラスティック材の模型機SPADシリーズが開発され、バルサ製の模型機より重く、外観も荒っぽいが、安くて簡単に作れるので普及した。

## 各種キットと自作

### RTF模型機
RTF（レディー・トゥー・フライ：すぐに飛ばせる）模型機とは、主翼を取り付けるだけで飛ばせる簡易な組立て済みキットに付けられた名前で、数分間で飛ばせる。飛行に必要なものはすべて、キットに組み込まれているが、模型を好みの形に改造して変化を付けることは出来ない。
伝統的な本格派モデラーは、組立て、仕上げ、更には設計まで模型航空を楽しむ要素であるとして、RTFのようなキットに批判的である。

### ARTF模型機

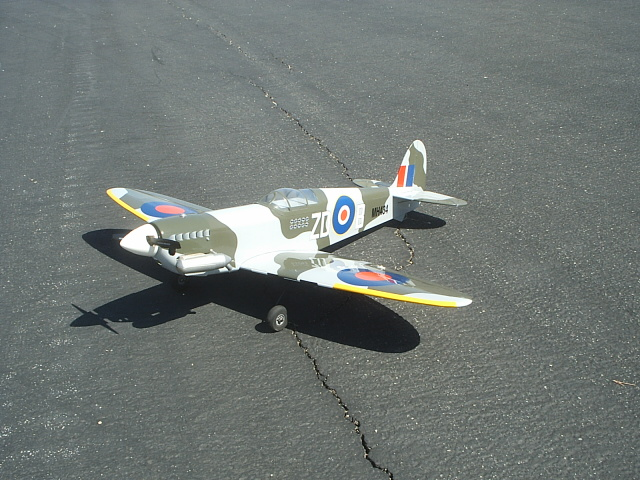
ARTF機の例。グレート・エアプレーン社・スピットファイア。

ARTF（Aはオールモスト：ほとんどRTF）模型機はRTFに近いキットであるが、4時間くらいの組立て時間がかかり、基本部分の製作が必要なものもある。在来の模型機キットの工作時間は20〜50時間必要。
ARTFキットでは胴体とその付属物は組立て済みである。サーボ、動力源（エンジンまたは電動モーター）、スピードコントローラー、時としては操縦ロッドもキットに含まれていないので、個別に購入して組み付ける。自分で装備品を選びたいモデラーは、機体単体だけのARTFキットが向く。

### バルサ製キット
バルサ製のキットは、大きさや技術水準の幅が広い。
バルサ材から部品を切り出す方法に、レーザー・カットとダイ・カットがあり、前者は精度が高いが高価である。後者も切断やサンディングなどバルサ加工の技術があれば、うまく仕上がる。
バルサキットは、機体を作るために必要な材料をすべて含んでいる。加えて、難しい部分の既製組立て部品、製作者が失敗したときの予備部材なども入っている。ただし、必要な工具類は個別に買い集めることになる。
設計図やキットから模型機を作り上げるには、骨組みを組み、被覆し、仕上げ、舵面を正確に取り付けるなど、長時間を要し、「やる気」が必要である。少しでも見落としがあれば、耐空性に欠陥が残り、墜落や破損の原因になる。
小型で、RC用、フリーフライト用、ゴム動力用、電動モーター用に使え、展示用にもなる多目的キットもある。通常は、それぞれに改造するための説明書がついている。この種のキットをRC機にするためには、サーボ、舵のヒンジ、スピードコントローラー、実用に耐える脚と車輪などの追加部品を必要とする。スパンが90cm以下の小型機は、重量・空気抵抗・費用などを少なくするために、脚を付けないで飛ばすことが多い。発航は手投げで行い、着陸は柔らかい草の上に降ろす。
キットは自分で骨組みに被覆する。入っている被覆用紙を翼や胴体に張り、ドープ塗料を数回塗り、表面をプラスティックのように強化する。
最近は、裏側に加熱接着剤を塗った熱収縮性のフィルムで被覆するようになった。この種のフィルムは、手持ち式の小型アイロンで押さえつけて貼り付けるために、「アイロン式被覆」と言う。フィルムは加熱によって骨組みに接着し、収縮して緊張する。フィルムは、紙よりも丈夫で、修理も行いやすい。その他の被覆材としては、繊維で補強したフィルムや、熱収縮性の繊維の織物がある。

### 購入図面と設計
設計・製作図面だけが市販されていて、それを元に機体を作ることも出来る。多くは原寸図で、作り方の解説も付いている。部品図や付属の型に合わせて、自分で板材から部品を切り出す。雑誌掲載の縮小図などから自分で原寸の製作図面を作れば、創造の幅が広がる。縮尺は、コンピュータやコピー機で自由に変更でき、模型機の大きさによって空力性能が大きく変わることは無い。購入設計図などから機体を製作する場合は、キットよりも材料の選択幅が広く、軽く丈夫な機体を上手に作れる。
製作や飛行の経験を積んだモデラーは、自分で設計して、自分だけの特別な機体の創造が出来る。例えば、実機の設計図を縮小して模型化することが出来る。あるいは、白紙から独自の機体の形を設計する場合もある。これらの場合、充分な航空力学の知識と、操縦の経験・知識が必要である。
設計図は、紙に描くか、CADソフトで作る。飛行機設計を目的とする多くのCADソフトがあり、完全な翼断面（翼型）図を描くことも出来る。

## トイ級RC模型機
2004年以来、巧妙に製作された新種の、簡単なRC模型飛行機、グライダー、オーニソプターなどがおもちゃ屋（トイ・ショップ）の店頭に登場した。これらは、在来の摸型店（ホビー・ショップ）で売られている機種 と区別して「トイ級RC」と呼ばれる。

### 特徴
- プロポーショナル制御（訳注：オン・オフ制御ではない）を使用していて、出力を細かく制御できるから、フゴイド運動を防ぐことが出来る。また、高度を一定に保つ制御が出来るので、旋回しても高度を低下させない。
- 軽量なリチウムイオン二次電池によって長時間の飛行が可能。
- 発泡ポリスチレン構造だから、通常の墜落くらいならば壊れない。
- 飛行速度が遅く、通常は推進式プロペラだから、人や物に当たっても安全。
- ラダーで旋回させた場合も一定のバンクを保つ設計になっていて、スパイラルダイブに入ることは無い。

### 操作
2009年現在、一般のトイRC機にはエレベーターがついていない。そのため、簡単で安上がりになり、あらゆる年齢の初心者が扱える。反面、フゴイド運動を起こしやすいため、振動を吸収させるために、わざと機体の抵抗を大きくしてある。その代償として、多少の性能低下と飛行時間の減少が生じている。更に、エレベーターが無いと旋回中に機首が下がることを修正できないから、速度を増し、高度を失う場合もある。

### 役割
トイ級RC機は、安価（20-40ドル）な入門機であり、ホビー級（前出）に進むための練習として極めて役に立つ。スロットル操作や、機首がパイロットの方に向いて飛行しているときの操舵（左右のが逆になる）などの感覚はトイ級を飛ばせばすぐに身につくため、楽に上級機に進むことができる。

## グライダー

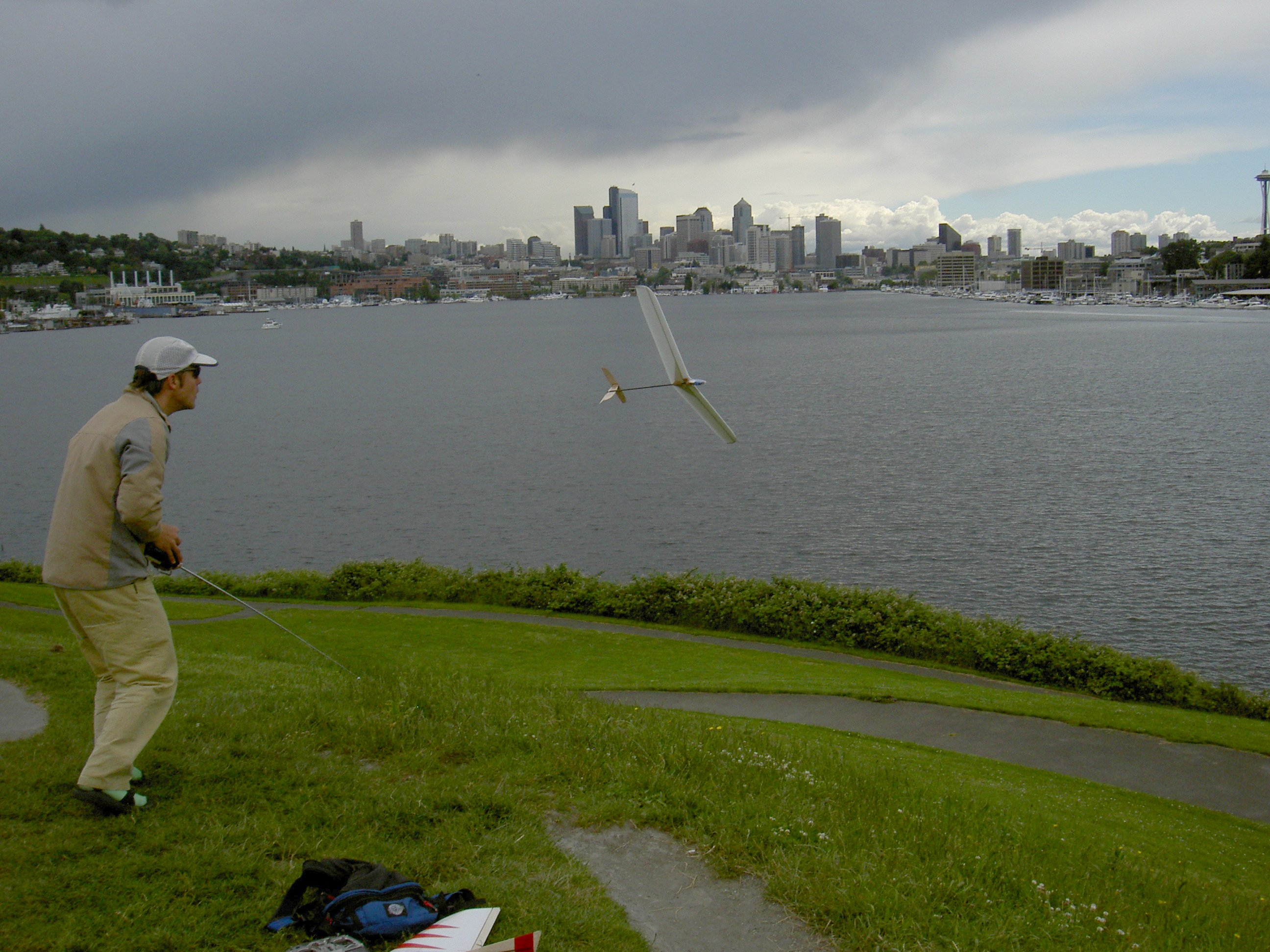
スロープソアリングを行うハンドランチ(手投げ)グライダー

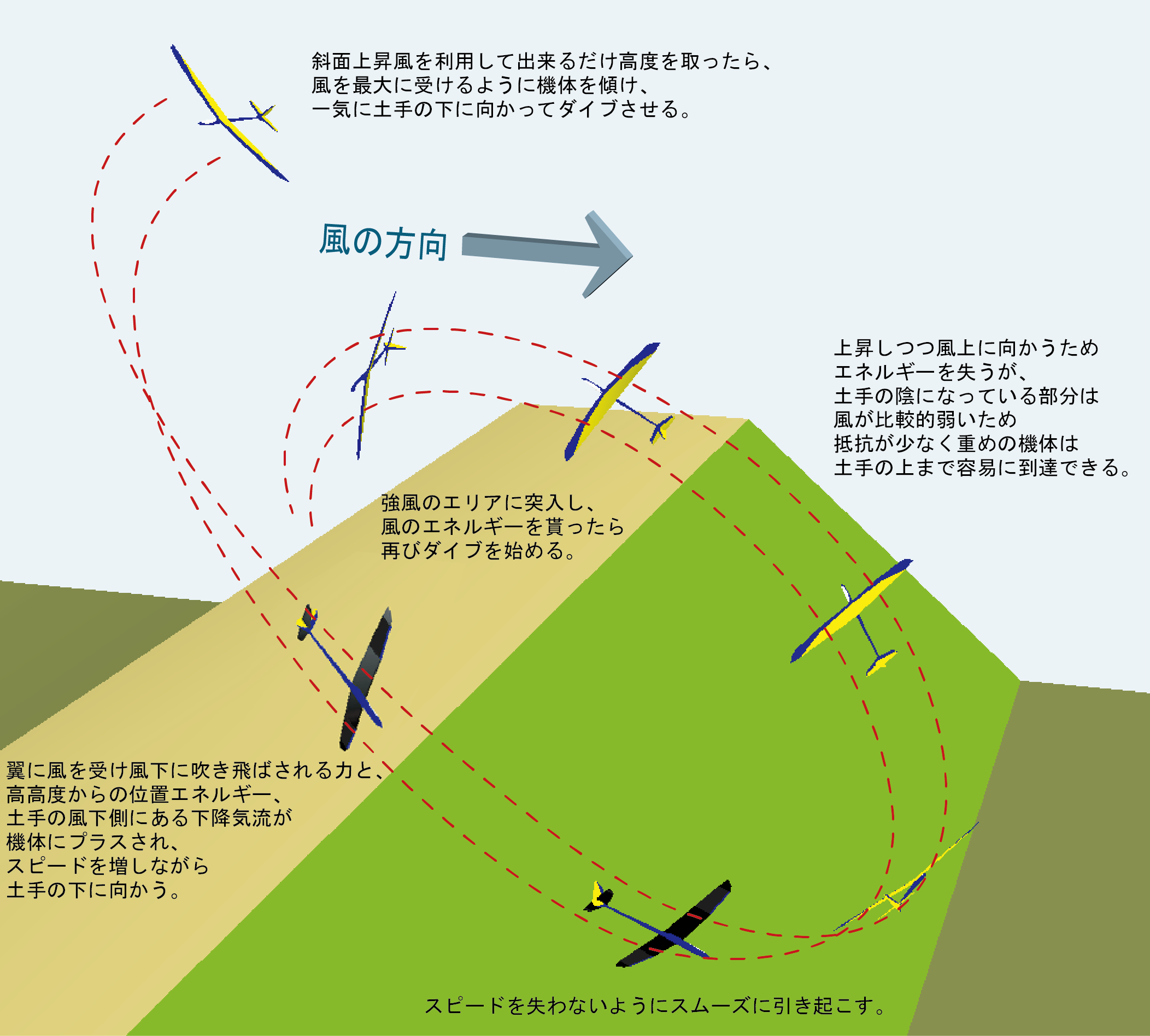
ダイナミックソアリング(稜線の風下で飛行させる)

グライダーとは、原則として動力を持たない固定翼の航空機である。
飛行のエネルギーは以下の自然力による。
- サーマルや斜面上昇風のような自然の上昇気流
- ダイナミック・ソアリング

発航も自力では行なわず、以下の方法を使う。
- 人間が走って直接曳航する。（凧揚げ式）
- 手投げで高度を取るハンドランチ（近年では翼端を持ち、ハンマー投げの原理で体を回転させて投げるサイドアームランチが主流である。）
- スロープソアリングも高いところから手投げする場合が多い
- ショックコード（曳航索の地上側にゴム索を繋ぎ、その弾力を使う）
- 補助動力を使う（モーターグライダー）

ダイナミック・ソアリング（Dynamic Soaring）

アホウドリなどのミズナギドリ科の海鳥が、水面ぎりぎりの弱い風と上空に吹く強い風の差を利用して羽ばたかずに飛行を続ける方法をRCグライダーに応用したものであり、米国の Joe Worth　が創始したと言われる滑空方法。RCグライダーの場合は山の稜線に吹く風を利用する。
風が吹く前方の側面に向けて投げて、高度を確保してから、後方の真空斜面に急降下させて高速を得て上昇をする。上がったら稜線上を吹く風力を利用しながら、また、後方斜面に急降下をして速度を得る。そのような回転を継続する間に機体は時速200マイルにスピードを上げることが可能である。
風速は時速20マイル程度がよいが、競技では時速60マイル以上で行われるのが普通である。
DSに成功するには、機体強度が高く（カーボン製）、空気抵抗が少ない条件が要求される。そのような専用機種をDS用モデルと呼ぶ。翼の強度が弱いと、重いG重力で、折れてしまう。

## エアロバティックス
エアロバティックスとは、普通には行われないような特殊な飛行姿勢を含んだ飛行運動を、行ってみせることである。
RCによって、模型飛行機は操縦機能を獲得し、それを利用して最初（1930年代末）に競技化された飛行種目である。エアロバティックス飛行の多くは、機体の3軸周りの回転運動になる。つまり、前後軸を中心としたロール（横転）、左右（ピッチ）軸を中心としたループ（宙返り）、更にスピン（きりもみ）のような複雑な運動では垂直（上下・ヨー）軸中心の回転も絡む。競技や、見物人を楽しませる目的で行われるエアロバティックス飛行は、一定の演技が一定の順番で実施される。
エアロバティックス飛行は、普通の飛行にくらべて高度な操縦技術が必要で、機体にも高い荷重がかかる。実機の場合は、パイロットは方向感覚を失うおそれがあり、国によってはパラシュートの着用が義務付けられている。模型機では、搭乗者の肉体的な限界が無いから、実機よりもはるかに急激な運動が可能である。
模型航空機のエアロバティックス競技については本記事内の節「#エアロバティックス種目」を参照。実機も含めたエアロバティックスについては別記事「曲技飛行」を参照。

## パイロンレーサー
パイロンレーサーは、小型のプロペラ式飛行機で、2本または3本または4本のパイロン（塔）を周回して競走する。速度は240km／時に達し、視認が困難になる場合もある。そのため、もっと遅い機種で競技を行う場合もある。パイロンレースはアメリカが発祥で、各国に拡散し、いくつかの機種・競技級に発展した。アメリカの規格は、Q500級（424級またはAPRA級、並びに428級）とQ40級である。
424級は入門規格である。同級の主翼面積は32平方dm（500平方インチ）で、キットは200ドル以下で買える。搭載エンジンも100ドル以下だから割安であるが、うまく操縦できれば性能は悪くない。APRA級は424級の一種であるが、もっと強固にするために特別ルールが追加されている。
428級は、424級と外観は似ているが、エンジンの性能と機体の構造が異なる。機体は基本的にはファイバーグラス製で、特に荷重がかかる部分は複合素材で補強されている。主翼は、重量を軽減するために中空となっている。機体の最少重量は規定されているから全重量を軽くすることは出来ないが、重量を重心近くに集中させれば運動性が向上して正確に操縦できるから、このような末端・周辺部の重量削減が行われる。428級も、424級と同じ40エンジン (6.5CC) を使うが、より高価なもので、質の高い燃料で高回転・高出力を発揮する。ネルソン社のエンジンが多く、最高速度は290km／時に達する。
Q40級は、最高級のパイロンレースで、実物のレーサー機を縮小した同じ形の機体で行われる。Q500級のように単純な外形ではなく、より空力的に洗練されていて、翼面積も小さい。428級と同じくネルソン社のエンジンを使うが、もっと高速にチューンされていて、プロペラも小径である。Q40級の加速は428級より劣るが、機体の抵抗が小さいので最高速度は320km／時と上回り、旋回中も速度を保つことが出来る。Q40級は翼面積が小さいので、エネルギーを保つためには大きな半径でパイロンをまわらなければならない。従って、速いけれども飛行距離は長くなり、小回りの利く428級とくらべてパイロンを10周する時間に大差はない。

## スケール模型機

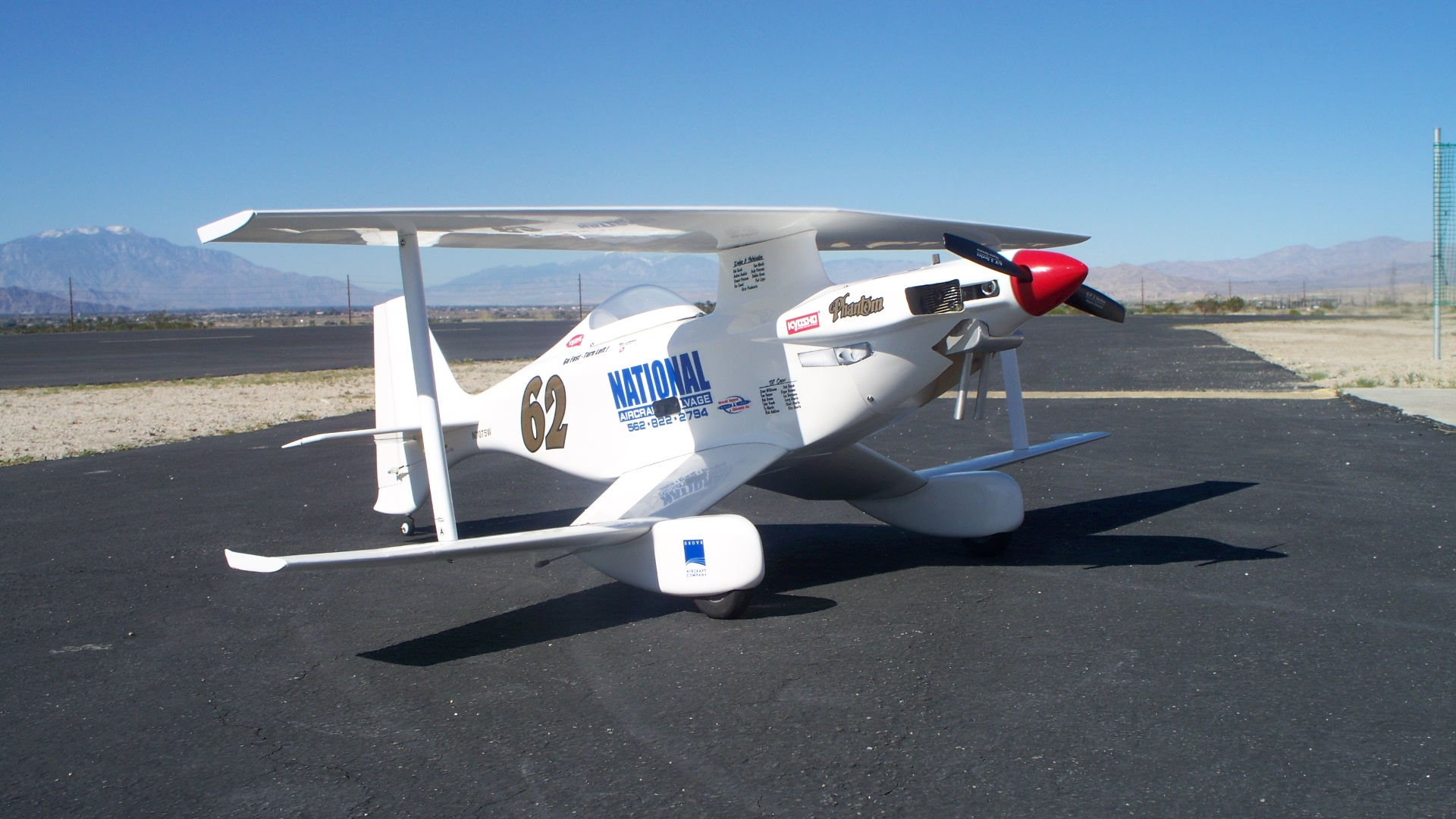
大縮尺モデルの例。京商・ファントム70。

RCのスケール模型機と言う分野は、航空史上に実在した実機の再現に止まらず、未来の航空機設計を試み、作られることが無い空想機までも提案する。RC模型機の飛行・操縦は、グライダー-（セイルプレーン）や通常の固定翼の単発・多発飛行機はもちろん、回転翼のヘリコプター、オートジャイロ、更には空気より軽い「軽航空機」である飛行船にまで及ぶ。第一次世界大戦前の草創期から現在の21世紀までの、あらゆる時代の実機がRC模型化されてきた。
スケール機の楽しさは、実機の小型版を作って操縦するところにあるが、似せ方の精粗には様々な流儀がある。細部に囚われず飛行中の外見の相似にとどめるものから、コクピットの中まで精密に似せ、当該実機の機能も厳密に再現する一派まである。例えば、各舵面の操縦索を実物どおりに再現・機能させ、機外の航空灯を点灯し、実物どおりに脚を引き込むなどの動きが模型化されている。
1960年代に、新しいデジタル・プロポーショナル式の小型RC機器が市販されるようになり、以来様々な大きさの模型機が作られるようになった。小は室内で飛ばす電動RC機から、大は実物機の1／5から1／2の大縮尺・巨大模型機まで作られている。巨大模型機は、実機の飛び方をそっくりに再現し、競技種目にも加えられている。

## ジェット機

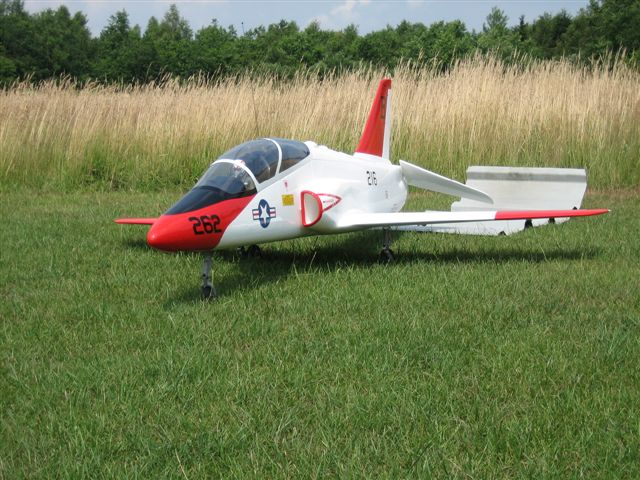
ジェット模型機

RC摸型航空機でいうところのジェット機とは、おもに2種類あり、ダクテッドファン式とジェットエンジン式である。
ダクテッドファン式は厳密に言えばプロペラ機であり、胴体内部や翼に取り付けたジェットエンジンを模した筒（ダクト）の中にプロペラ（ファン）を収めた方式で、スピードはジェットエンジンに比べるべくもないが、いわばジェット機の見た目のスタイルを楽しむためのものである。また、電動モーターを使ったダクテッドファン式も存在する。
ジェットエンジン式は、小型ではあるが実物と同じ構造のタービン式のジェットエンジンを使用し、高価で、高い技能を必要とし、規制も厳しい。機体は、ガラス繊維強化プラスチック（グラスファイバー）と炭素繊維強化プラスチック（カーボンファイバー）で作ったものが多く、内側を木骨で補強している。ジェット燃料（A燃料）を搭載するために、ケブラー製タンクが使われる。始動するときは、ソレノイドで燃料が送られてくるまでの数秒間、プロパンを燃焼させる。飛行速度は320km/hに達するものも。パイロットは敏速な反射能力が要求される。また、極めて高価な機材を必要とすることや危険度も高く、熟練は必須であり、さもなければ扱えない。平均的費用は、6,000-10,000ドルで、フル装備にすると20,000ドルほど。イエロー・エアクラフト社、スカイマスター社などから販売されている。RC用ジェットエンジンの推力は、小型で12ポンド（約5.5kg、飛行速度320km/時のとき約6.5馬力）、大型では45ポンド（約20.5kg、同上のとき約25馬力）である。なかにはターボジェット式のエンジンも存在し、オランダのATM社、メキシコのアルテス社で製造され、価額は出力に応じて2,500-5,000ドルほど。実物エンジンと同様にFADEC (Full Authority Digital Engine Control) を使用。電源はLIPO (Lithium Polymer Pack) の8-12Vで操舵や引込脚などのサーボの制御にも使われる。
FAA（訳注：Federal Aviation Agency・連邦航空局）はRCジェット機の飛行を厳しく規制しており、RCジェット機は、AMA（訳注：Academy of Model Aeronautics・アメリカ摸型航空協会）により飛行技能の認定を受けた者（AMAは、ジェット機の操作と必要な安全対策を熟知していることを前提として、ジェット機の飛行志望者に飛行資格を認定する）が、AMAが認定した飛行場内で飛行させなければならない。なお、ハワイのカネオヘ・ベイ海兵隊航空基地、ワシントン州のホイッドビー・アイランド海軍航空基地などの限られた軍飛行場内では飛行が許されている。また、2006年には、アメリカ連邦政府により、RCジェット機を都市部で飛行させることが禁止されている。

## RCヘリコプター

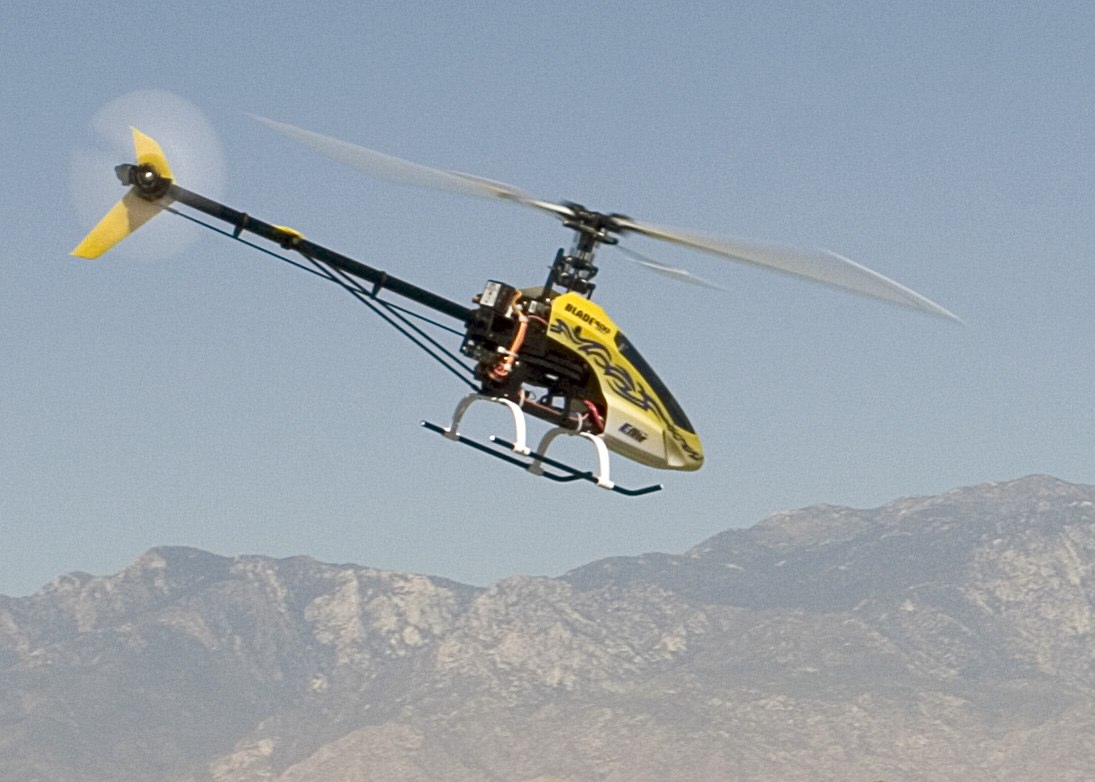
RCヘリコプターを屋外で飛行させているところ。

ラジコンヘリコプターは、ホビー用だけでなく、業務用があり、業務用は「産業用無人ヘリコプター」とも呼ばれる。「産業用無人ヘリコプター」は、農薬などの薬剤の散布に活用されており、農家の生産性の向上、労働の削減に貢献している。
カメラやビデオカメラを搭載し、撮影や測量を行うことができるものもあり、危険で人間が近づくことが望ましくないような、火山の火口の観測などに用いられてきた実績がある。（ただし撮影に関しては、2010年代のマルチコプターの普及と低価格化によって、RCヘリが利用される機会は減ってきている。）
RCヘリは、離陸と同時に垂直上昇したり、ホバリング（空中停止）などRC飛行機にはできないような飛行をすることができる。特に、ホバリングができるので、観測や撮影をするにあたって、RC飛行機よりも有利なのである。
新式の3D・RCヘリコプターは、ピッチングを調整するスォッシュ・ヘッドが、ブレードを逆ピッチにして推力を逆転させられるようになったので、背面飛行も出来る。空中での静止が可能で、ペイロードも大きく取れるため産業用に転用される例も多い。
RCヘリの操縦は独特の奥深さがあり、以前は、RC飛行機のベテランでも、RCヘリの経験が無ければ、最初は飛ばすことは困難であった。RCヘリを飛ばすには、RCヘリ独特の訓練が、相当時間必要であった。例えば、数十年前は、ガソリンエンジン式で、ローターのピッチ調整も難しく、着陸時に転倒すればローターは破損してしまうので、初心者は最初の訓練でローターを破損してしまうようなことはとてもありがちで、ホビイストたちはローターを破損しないように、転倒防止装置やローター保護装置など、様々な補助的道具を考案してRCヘリに装着しては訓練したものだった。

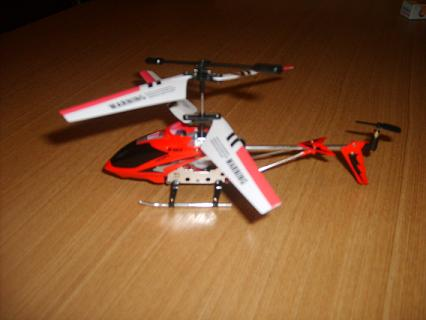
トイタイプの電動RCヘリコプター。非常に手軽で、ホバリング（空中停止）もでき、住宅の室内で飛行させて遊ぶことも可能である。

近年では、トイタイプの電動RCヘリが安価になり、数千円程度でおもちゃ屋やショッピングセンターの玩具コーナーなどにも並ぶようになっており、安価でありながら、最初からしっかりチューニングされており、ジャイロ機能を備えていたり、自動で空中停止する機能を備えているものなど、操縦が非常に簡単になっているものも増えていて、たとえば小・中学生でも初日から簡単に飛ばすことができるものも多い。トイタイプのRCヘリの中でも小型のもの、大きさ20cm～数cm程度のものなら、狭い空間でも簡単に飛ばすことができ、住宅の一室、マンションの一室などの中で飛行させて遊ぶことすら可能である。
近年の（ショッピングセンターなどの）玩具コーナーで扱われている各RC航空機の位置づけや売れ行きを分析すると、飛行機タイプよりもヘリコプタータイプのほうが、扱われている種類が多く、売上金額も大きい。RCヘリは、以前はいわば「ハードルが高い」存在であったが、近年は手軽で、人々の身近な存在になってきたのである。

## 特殊機

### オーニソプター

飛行する模型オーニソプター

羽ばたき機・オーニソプターは、自然界を発想源とする摸型機である。鳥の形をしたグライダーに止まらず、実際に羽ばたいて飛行するものも少なくない。すぐに飛ばせるキットも販売されているが、本物らしく精緻に造りこむ楽しみもある。
翼を羽ばたいて飛行する摸型機は「オーニソプター（羽ばたき機）」と呼ばれる。これは「可動翼」の一種で、振動する翼を用いる形式の航空機の技術的な正式名である。可動翼の中には、他にヘリコプターの回転翼が含まれる。

### 3D飛行機
3D飛行を行う機体は機体重量に比べて推力が大きく、通常は機体重量の1-1.5倍以上の推力を備えている。機体の翼面荷重（機体重量／翼面積）は低く、大面積で舵角の大きな操舵面を備えている。このような仕様の機体は、ホバリング、ハリヤー、トルクロール、ブレンダー、ローリング・サークルなどの運動を、失速速度以下で行うことが出来る。普通の飛行や曲技は、翼の揚力を基にして行われるが、上記の運動はプロペラの推力を基にして行われる。（訳注：翼の揚力で機体を支えるには、失速速度以上で飛行しなければならない）
室内用プロフィル型の3D飛行機（例えば、イカルス社の「ショック・フライヤー」機）は体育館の中のほか、風の無いときには室外でも飛ばせるので、多くのモデラーに対して巨大な市場を開拓した。この種の機体は、リチウム電池を電源とした、小型の直結型または減速型のブラシレス・モーターを装備している。また、大型のモーターや4サイクルエンジンを装備する大型3D飛行機もある。

## エアロバティックス種目
エアロバティックスとは、普通には行われないような異常な飛行姿勢を含んだ飛行運動を、行ってみせることである。エアロバティックス飛行は、訓練、レクレーション、娯楽として行われる。
エアロバティックス飛行の多くは、機体の3軸周りの回転運動になる。つまり、前後軸を中心としたロール、ピッチ軸を中心としたループ（宙返り）、更にスピン（きりもみ）のような複雑な運動ではヨーイング軸中心の回転も絡む。競技や、見物人を楽しませる目的で行われるエアロバティックス飛行は、一定の演技が一定の順番で実施される。
エアロバティックス飛行は、普通の飛行にくらべて高度な操縦技術が必要で、機体にも高い荷重がかかる。実機の場合は、軽量な機体に高出力のエンジンを搭載した曲技機が使用され、パイロットは方向感覚を失うおそれがあるため、国によってはパラシュートの着用が義務付けられている。
RC摸型機のエアロバティックス飛行は、基本的には実機と同様な飛行運動を、RCによって遠隔操作でやって見せることである。楽しみや競技のために、旋回・ロール・スピン・ストール（失速）などが組み合わされた飛行運動が規定された順序または自由な形で行われている。それぞれの飛行運動のやり方は、アレスチ (Aresti) 記号で空中の経路に従って示され、それに従って操縦桿を操作する。動きはフライトシミュレータ画面でも視覚化されている。

### 初級のエアロバティックス飛行種目
初心者向けの基本エアロバティックス飛行種目としては、ループ(宙返り)、ロール（横転）、ターン(旋回・方向転換)が挙げられる。練習機を含むほとんどのRC模型機は、出力さえ充分にあれば、上記の飛行運動を行うことが出来る。

#### インサイド・ループ
インサイド・ループは単純であるので、最初に学ぶエアロバティックス飛行になる。このエアロバティックス飛行は機体の上側に居る「パイロット」が内側になる360度の円周飛行であるので、「インサイド〜」と名づけられた。この飛行は、単純に出力を増大させて、エレベーター・スティックを手前に引いて上げ舵にすれば、機体は機首を上げ、垂直に上を向き、続いて背面になり、更に背面降下に入り、それから水平飛行に戻るだけのことである。
上手なループは、横から見たときにきれいな円形になり進入高度（はじめ）と脱出高度（おわり）が同じである。このように飛ぶためには、重力の影響によって上向きの経路が短くなり、下向きの経路が長くなる傾向を、出力の調整によって補正しなければならない。だから、インサイド・ループは、以下の手順で行う。
- まず、制御された水平飛行を行う。
- 出力を最大まで増し、ループの大きさ（半径）に応じた舵角だけエレベーターを上げ舵にする。
- 最後の四半円に入るところで出力を絞り、曲率を一定に保つようにエレベーターを操作する。
- 水平に引き起こしたならば、出力を増し、エレベーターを中立に戻す。

#### アウトサイド・ループ
アウトサイド・ループは、インサイド・ループと同じ経路を飛行するが、パイロットまたはコクピットは機体が描く円周の外側になる。
機体が普通の上向き姿勢の水平飛行からアウトサイド・ループを行う場合は、下げ舵を、ループが終わってもとの姿勢・高度に戻るまで、強めながら加える。この運動は、機体の上に向く力が累加されるために、「パイロット」は操縦席の天井に頭をぶつけることにもなり、「バント（頭突き）」と呼ばれることもある。アウトサイド・ループは、このように通常と逆方向に揚力を発生させなければならないので、インサイド・ループよりも大きな出力と操舵力が必要である。

#### インメルマン・ターン
「インメルマン」ターンは、第1次世界大戦のドイツ空軍エースのマックス・インメルマンにちなんで名づけられた。インメルマン・ターンは世界中のエア・ショウ演目の定番になっている。
インメルマン・ターンを行うには、水平飛行から上げ舵を切り、垂直上昇に入れ、ループを半分（180度）行い、背面飛行にする。そこでロールを半分（180度）行えば、正立の水平飛行に戻ることになる。上記と逆に、はじめにロールを半分行って背面にして、下げ舵を切ってアウトサイド・ループを半分行い、正立の水平飛行に戻す方法もある。どちらのやり方にしても、機体は飛行方向を180度変え、飛行速度を高度に代えることが出来る。

#### 背面飛行
航空機は、180度のロールを行えば、コクピットや、パイロットの頭、垂直尾翼の先が地面を向き、背面飛行になる。背面飛行自体は必ずしもエアロバティックス飛行とはいえないが、他のエアロバティックス飛行を始める初期状態に使われる。
背面飛行には、次のような操作で入れる。
- まず、正立の水平飛行を行う。
- 機種によっては、必要に応じて出力を上げる。
- エルロンを使って半ロールさせるが、機種の方向が変わらないようにラダーやエレベーターを細かく使って補正する。背面飛行になったならばエルロンを中立に戻す。
- エレベーターを僅かに下げ舵（訳注：機首は地面に対して上を向く）にして、背面・水平飛行になるようにする。

背面飛行のときは、機体と地面の関係では、エレベーターとラダーの効きが、正立飛行のときと逆になる。ただし、エルロンとスロットルの効き方は、成立飛行のときと変わらない。

### 中級のエアロバティックス飛行
中級のエアロバティックス飛行種目には失速が含まれることが多く、かなりの訓練を必要とするから初心者には向かない。また、練習機の性能や飛行特性にもなじまない。

#### ストール・ターン
ストール・ターンでは、機体は上昇し、減速し、失速状態で180度ヨーイングし、概ね進入したコースに降りてくる。
ストール・ターンは次のように行う。
- 1、水平飛行から上げ舵を切り、失速するまで出力を絞る。失速が起こる迎え角・速度・急激さは、機体ごとに異なる。
- 2、失速したならば、右または左にラダーを一杯に切る。この操作によって、機体は内側の翼端方向を中心として、惰性によって急速に180度振られる。
- 3、方向転換が行き過ぎないように、180度まわらない前にラダーを戻す。
- 4、機首が下を向いたときは、穏やかにエレベータを上げ舵にして、水平飛行に戻す。

#### スロー・ロール
スロー・ロールは、名前の示すとおりの飛行運動である。エルロンを右または左に切りことで実行されるが、多くの機軸を中心としたロール類と異なり、エルロンの舵角は小さい。従って、緩やかな動きになるから、機体がナイフ・エッジ（真横に倒れた飛行状態）や背面になっている時間が長く、これらの状態でまっすぐに飛ぶためにはラダーやエレベーターを操作する必要が生ずる。
左翼が下がっている状態で水平に飛行を続けるためには、ラダーを右に操舵する必要がある。ゆっくり左にロールしている間はラダーをゆっくりと右に切り、背面に到って両翼が水平になれば中立に戻す。同時に、背面になれば機首が地面に向かないように、エレベーターの下げ舵が必要になる。背面から右翼が下方にロールして真下を向き、それから元の正立水平飛行に戻る過程では、上記と同様な左ラダーの修正が必要になる。
スロー・ロールは、横に張った糸のような想像上の水平直線に乗った飛行経路になるべきであるのだが、このように見せることは相当の先週が必要な難事である。スロー・ロールは「上手なパイロット」になる関門であり、上を目指すものにとって大きな目標である。

#### フォー・ポイント・ロール
フォー・ポイント・ロールは、急速な1/4ロール（90度）の連続である。パイロットは4回に分割された、極めて短時間のエルロン操舵を行う。最初の1/4ロール操作によって、機体はナイフ・エッジ（前出）になり、次の1/4ロールで背面になり、3回目の1/4ロールで逆側のナイフ・エッジになり、最後の1/4ロールで正立に戻る

#### スナップ・ロール
スナップ・ロールは、大きく積極的な操作を必要路する。機体は、基本のロール軸運動だけに止まらず、ピッチ軸・ヨー軸を含めた3軸同時の回転運動を行う。
スナップ・ロールには順・逆2通りのやり方がある。いずれも全操舵面に最大舵角の急激な操舵を行うが、順方向の場合はエルロン・ラダー（逆方向）・エレベーター（上）、逆方向の場合は、エルロン・ラダー（逆）・エレベーター（下）である。

#### キューバン・エイト
キューバン・エイトは、正立・背面の両方の飛行を組み合わせた、横に「8の字」（∞）を書く飛行運動である。「8の字」（∞）運動は、水平直線飛行から始まり、エレベーターを上げ舵にしてループを半分（180度）行い、背面に入れ、「8の字」（∞）の中央の交点に達するまでに180度ロールを行って正立飛行に戻し、再び上げ舵を切って正ループを半分行って「8の字」（∞）の残りを描き、再び中央の交点で180度ロールを行って、正立飛行で脱出する飛行運動である。つまり、キューバン・エイトは2つのインメルマン・ターンによって、垂直面に横「8の字」（∞）を描く飛行運動と言える。

### 上級のエアロバティックス飛行

#### ローリング・サークル
ローリング・サークルは、旋回をしながらロールを継続的に行う飛行運動である。この飛行運動は一定のロール率と、一定の半径の旋回を保ちながら、機首の上下の振れと機軸の方向を修正しなければならないので、最も難しい運動のひとつとされている。
ローリング・サークルでは、1/4旋回（90度）ごとに1回のロールを行うから、360度の旋回の間に4回のスロー・ロールを実施することになる。以下の手順は左旋回をしながら1/4旋回ごとに1回の右ロールを行った場合を示している。
- 1、運動の開始は、通常の飛行速度の水平直線飛行から、ある一定のロール率になるような右エルロン操作である。エルロンの舵角は1/4旋回（90度）の内に1回のロールが終わる程度にする。同時に、水平飛行を行いながら、一定の半径の旋回を続けられるように、左ラダーとエレベーターの下げ舵を操作する。
- 2、機体が1回のロールを行っている間の、ラダーとエレベータによる修正手順は、スロー・ロールのときと同様である。ただし、スロー・ロールの場合と異なり、両舵とも早めの時間差を付けて操作する。この時間差によって先手を打って修正すれば、ロールしている間も姿勢を保ちながら旋回を行うことが出来る。
- 3、最初の1/4旋回の間に1回のロールを済ませたならば、2項の手順を3回繰り返せば、ローリング・サークル飛行運動は終了する。それからエレベーターとラダーを、ゆっくりと中立に戻す。

ロールに先立つ時間差の一例としては、ラダーが60度くらい、エレベーターが90度くらいといわれるが、この時間差は機体によって差がある。

#### ロムセヴァック
ロムセヴァック飛行運動は、まず尾翼がスピン（錐揉み）に入って下降し、それから引き続き全機が失速する飛行運動である。この飛行運動を行う手順はいくつかあるが、一般的には下記による。
1. 出力を全開にして右から左に飛行し、45度の上昇経路まで上げ舵を取る。
2. 左側に90度ロールする。左翼は地面に向く。
3. 右ラダーを最大舵角にする。エルロンも右に一杯切る。エレベーターは下げ舵を一杯に切る。
4. 機体は螺旋降下に入り、ロムセヴァク飛行運動を演じる。
5. 機体が地表に達する前に、ラダー・エルロン・エレベーターを中立に戻し、引き起こして水平飛行に戻す。

代替法としては、
1. 機首を垂直上方に向け、出力を最少にする。
2. 左に90度ロールさせると、左翼端が地面に向く。
3. 機体が失速を始めたとき、ラダーを右舵に一杯きり、エルロンも右に一杯切る。エレベーターは下げ舵一杯、出力は全開にする。
4. 機体は、ロムセヴァック運動を行い、螺旋降下に入る。
5. 最初の方法と同様にして、水平飛行に戻る。

この運動は、ある種の設計の機体しか出来ない。ロムセヴァック運動は急激な頭下げ運動を含んでいるから、スラスト・ラインが主翼より上にあって、推力増加による頭下げモーメントが大きい低翼機が行いやすい。また、運動性がよいことも条件になる。

## メーカー
- ヒロボー
- カルト産業
- TSK
- 神戸機工
- カヴァン
- 日本遠隔制御
- 京商
- 加藤無線飛行機
- ムサシノ模型飛行機研究所
- ユニオンモデル
- アイエム